# Ernest Payne
Ernest Payne (Worcester, 23 de diciembre de 1884-Worcester, 10 de septiembre de 1961) fue un deportista británico que compitió en ciclismo en la modalidad de pista. Participó en los Juegos Olímpicos de Londres 1908, obteniendo una medalla de oro en la prueba de persecución por equipos.

## Medallero internacional
| Juegos Olímpicos | Juegos Olímpicos      | Juegos Olímpicos | Juegos Olímpicos        |
| Año              | Lugar                 | Medalla          | Competición             |
| ---------------- | --------------------- | ---------------- | ----------------------- |
| 1908             | Londres (Reino Unido) | Medalla de oro   | Persecución por equipos |